# Argument de l'apocalypse

Évolution de la population mondiale

L’argument de l'apocalypse est un raisonnement probabiliste concernant l'extinction de l'humanité. L'argument propose que si l'on considère sa propre position dans l'histoire de l'humanité, il est statistiquement improbable de faire partie des premiers. L'argument suggère ainsi que le nombre d'humains qui existeront a peu de chances d'être largement supérieur au nombre d'humains ayant déjà existé. Il a fait l'objet de nombreux débats.

## Description
L'argument de l'apocalypse (en anglais : « The Doomsday Argument »), créé en 1983, est attribué à l'astrophysicien Brandon Carter. On raconte qu’il fut tellement surpris par son argument qu’il a renoncé au dernier moment à le présenter en public lors d’une conférence. Le philosophe canadien John A. Leslie étudie cette argument, le rendant populaire dans les années 1990 et publie un ouvrage à son sujet. D’après lui, toutes les réfutations (plusieurs milliers affirment certains) qu’il avait pu voir étaient infondées.

## L'argument
Le problème peut s'exprimer de manière informelle comme suit :
Soit N le nombre d'individus qui sont nés ou naitront au total dans toute l'histoire de l'humanité.
En prenant un individu au hasard parmi ces individus, il y a 95 % de probabilité que cet individu fasse partie des 95 % « derniers » individus à être nés un jour (dans le passé ou le futur). Si l'on prend maintenant comme individu au hasard un individu n contemporain, né aujourd'hui, alors le même raisonnement s'applique si l'on suppose l'équiprobabilité : il y a 95 % de probabilité que cet individu fasse partie des 95 % « derniers » individus.
Compte tenu du fait :
- Qu'on estime à 60 milliards le nombre d'individus à être nés dans l'histoire de l'humanité jusqu'à la naissance de n.
- Qu'il y a 95 % de probabilité que l'individu n fasse partie des 95 % (= 19/20) derniers humains, ou autrement dit qu'il ne fasse pas partie des 5 % (=1/20) premiers.

Cela permet de déduire qu'il y a 95 % de probabilité que le nombre d'individus N soit au maximum de 60×20=1 200 milliards.
Partant de cette information, on peut tenter une extrapolation de la durée de « survie » de l'humanité en fonction des estimations d'évolution de la population du monde, qui peuvent varier selon les sources, mais en supposant une évolution de la population stabilisée à 10 milliards et une espérance de vie moyenne de 80 ans, on arrive à environ 9 120 ans, avant d'atteindre 1 200 milliards d'individus cumulés.
La conclusion finale est donc qu'il y a 95 % de probabilité d'une extinction de l'humanité avant 9 120 ans dans le futur.

## Formalisation avec des probabilités conditionnelles
L'argument de l'apocalypse est quelquefois aussi présenté comme pouvant se fonder sur le théorème de Bayes.
Soit deux hypothèses en concurrence : la théorie A affirme que l’humanité disparaitra en 2150, et la théorie B affirme que cela sera beaucoup plus tard. Toujours selon l’hypothèse A, un humain sur 10 aura connu l’an 2000, et l’humanité aura compté 50 milliards d’individus depuis son origine. L’hypothèse B affirme qu’un humain sur 1 000 aura connu l’an 2000, et alors l’humanité aura compté le chiffre astronomique de 5 000 milliards de personnes. D'une façon plus ou moins arbitraire, on estime a priori la théorie A hautement improbable, si bien qu'on lui associe la probabilité de 1 %, tandis que la théorie B bénéficie d’une probabilité de 99 %.
Maintenant, considérons un événement E, par exemple « un individu fait partie des 5 milliards d’individus qui ont connu l’an 2000 ». On peut se demander « Quelle est l’hypothèse la plus probable, sachant cet événement ? » et appliquer la formule de Bayes. Cette formule donnerait un résultat surprenant, en l'occurrence que la probabilité de l’hypothèse A grimperait à 50,25 % et B chuterait à 49,75 % :
{\displaystyle \mathbb {P} (A\mid E)={\frac {\mathbb {P} (E\mid A)\cdot \mathbb {P} (A)}{\mathbb {P} (E)}}}
On applique les hypothèses :
{\displaystyle \mathbb {P} (E\mid A)=10\%\ ,\ \mathbb {P} (E\mid B)=0,10\%}
Or, avec :
{\displaystyle \mathbb {P} (A)={\frac {1}{100}}\ ,\ \mathbb {P} (B)={\frac {99}{100}}}
on a :
{\displaystyle \mathbb {P} (E)=\mathbb {P} (E\cap A)+\mathbb {P} (E\cap B)=\mathbb {P} (E\mid A)\cdot \mathbb {P} (A)+\mathbb {P} (E\mid B)\cdot \mathbb {P} (B)={\frac {19,9}{10000}}}
On aboutit à :
{\displaystyle \mathbb {P} (A\mid E)={\frac {10}{19,9}}=50,25\%}
{\displaystyle \mathbb {P} (B\mid E)={\frac {9,9}{19,9}}=49,75\%}
La probabilité de la fin du monde a donc significativement augmenté alors que l'individu a été pris au hasard. Il y a donc un biais dans le calcul qui n'a pas été envisagé.

### Une tentative d'explication
Jean-Paul Delahaye présente le problème en 1993, mais il faut attendre juillet 2003 pour converger vers une réponse satisfaisante. Il analyse différents paradoxes et démontre que la formule de Bayes y introduit des « anamorphoses probabilistes ». Le lecteur peut constater avec l'auteur que la formule de Bayes est sujette aux erreurs fallacieuses (erreurs faites de bonne foi par celui qui l’utilise).
En septembre 2010, Philippe Gay et Édouard Thomas proposent un raisonnement similaire pour ce paradoxe. La prise en compte de chaque hypothèse demande à la fois l’estimation de son apparition et le nombre de personnes impliquées. La formule de Bayes redonne  les hypothèses de départ, ce qui est normal, car l’événement ajouté ne procure aucune information susceptible de provoquer un glissement bayésien. Pour Gay et Thomas, le paradoxe met en œuvre un phénomène de pondération ou de loupe. Il faut tenir compte du nombre d’humains impliqués par chacune des hypothèses, si l’on considère l’un d’eux choisi au hasard. Suivant Philippe Gay et Édouard Thomas : 
{\displaystyle \mathbb {P} (B\mid E)={\frac {0,1\%\times 5\cdot 10^{12}\times 99\%}{0,1\%\times 5\cdot 10^{12}\times 99\%+10\%\times 50\cdot 10^{9}\times 1\%}}={\frac {99\%}{99\%+1\%}}=99\%=\mathbb {P} (B)}De façon similaire, on obtient aussi :
{\displaystyle \mathbb {P} (A\mid E)={\frac {1\%}{99\%+1\%}}=1\%=\mathbb {P} (A)}
On retrouve ainsi l’hypothèse de départ et la formule de Bayes « redevient » cohérente. Selon les auteurs, il n’y a plus de paradoxe.

### Extension du problème
En poussant plus loin l'analyse, Philippe Gay démontre que ce type d'erreur fallacieuse est possible avec quantité de problèmes n'ayant aucun lien avec l'avenir de l'Humanité. Il le démontre avec divers exemples. Avec un peu d'humour, il tisse un lien entre une recette de cuisine et la durée d'un orage, obtient un paradoxe similaire à celui de l'apocalypse, puis le résout à l'aide de la méthode décrite ci-dessus.